# ノイエンキルヒェン (ハーデルン)
ノイエンキルヒェン（ドイツ語: Neuenkirchen、低地ドイツ語: Neenkarken）は、ドイツ連邦共和国ニーダーザクセン州クックスハーフェン郡ザムトゲマインデ・ラント・ハーデルンに属す町村（以下、本項では便宜上「町」と記述する）である。

## 地理

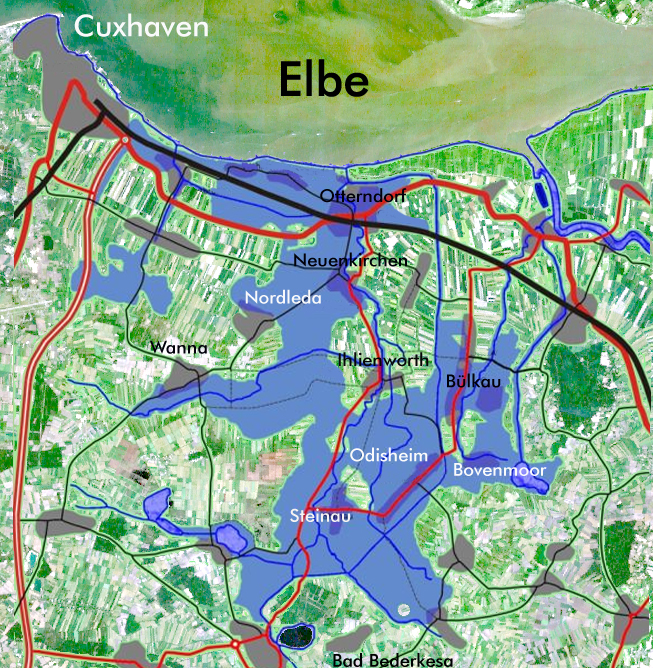
オッテルンドルフのグラマイヤー・シュタックの堤防が決壊して、4.5 m の「小規模な」洪水が起こった際の浸水地域（青色部分）

### 位置
ニーダーエルベ地方（エーダー川下流域）にあることからノイエンキルヒェン/ニーダーエルベとも表記されるこの町はメデム川およびヴィルスター川沿いに位置している。エルベ川河口および北海に近いこと、また、最高地点で海抜 2 m とほとんど隆起がないことから、この町は堤防が損傷した場合には高潮の危険地域となる。
ノイエンキルヒェンは湖沼地域に位置している。

### 隣接する市町村
ノイエンキルヒェンは、北はオッテルンドルフ、東はオースターブルーフ、南はイーリエンヴォルト、西はノルトレーダ、北西はクックスハーフェン（いずれもクックスハーフェン郡）と境を接している。

### 自治体の構成
ノイエンキルヒェンは、街道沿いの集落と散居村が混在する塊村である。この街には以下の地区が含まれる。
- ブリュニングヘム
- デリングヴォルト
- ヘールテイル
  - ヘーデン
  - ヘルフェルデ
- カットフーゼン
- ジーダーエンデ

## 歴史
ノイエンキルヒェンは1342年に Nigenkerken として初めて文献に記録されている。この他には、Nyenkerken（1406年）、Nienkerken（1515年）といった表記も知られている。デルリングヴォールトは、1139年にトゥルネヴォールテ騎士家の本拠として記述されている。この騎士はコールンカマー・ファン・ラント・ハーデルンであるとされている。

### 町村合併
ブリュニングヘム、ペディングヴォールトおよびショリエンの一部は1929年にノイエンキルヒェンに合併した。それまでこれらの集落は、当時のオスターエンデ＝オッテルンドルフ村に属していた。教会上は現在もオッテルンドルフ教区に属している。

## 住民

### 人口推移
| 年   | 人口（人）                                                          | 出典              |
| ---- | ------------------------------------------------------------------- | ----------------- |
| 1824 | 0185                                                                | [ 6 ]             |
| 1848 | 0339                                                                | [ 7 ]             |
| 1871 | 0329 (教会集落) 1038 (町村) 1459 (1929年に合併される集落を含む人口) | [ 5 ] [ 5 ] [ 8 ] |
| 1910 | 0834                                                                | [ 9 ]             |
| 1925 | 0819                                                                | [ 10 ]            |
| 1933 | 1,140                                                               | [ 10 ]            |
| 1939 | 1,304                                                               | [ 10 ]            |
| 1950 | 2,017                                                               | [ 11 ]            |

| 年   | 人口（人） | 出典   |
| ---- | ---------- | ------ |
| 1961 | 1,562      | [ 11 ] |
| 1970 | 1,618      | [ 11 ] |
| 1987 | 1,336      | [ 11 ] |
| 1990 | 1,343      | [ 11 ] |
| 1995 | 1,401      | [ 11 ] |
| 2000 | 1,529      | [ 11 ] |
| 2005 | 1,500      | [ 11 ] |
| 2010 | 1,425      | [ 11 ] |
| 2018 | 1,334      | [ 12 ] |

### 教会
住民の大部分が、福音主義＝ルター派の聖マリエン教会またはオッテルンドルフの福音主義＝ルター派聖ゼヴェリ教会に属している。後者の小教区には、伝統的にブリュニングヘムとペディングヴォールトが属していたためである。ノイキルヒェンの教会は、村の墓地の管理を行っており、2008年までは児童音楽サークルを有していた。
1347年に、Nigenkerken の聖職者が初めて記録されている。この組織は、1527年に宗教改革がなされるまでハーデルン＝ヴルステン助祭長区に属した。この助祭長区は、3つの小教区を管轄したこともあった。

## 行政

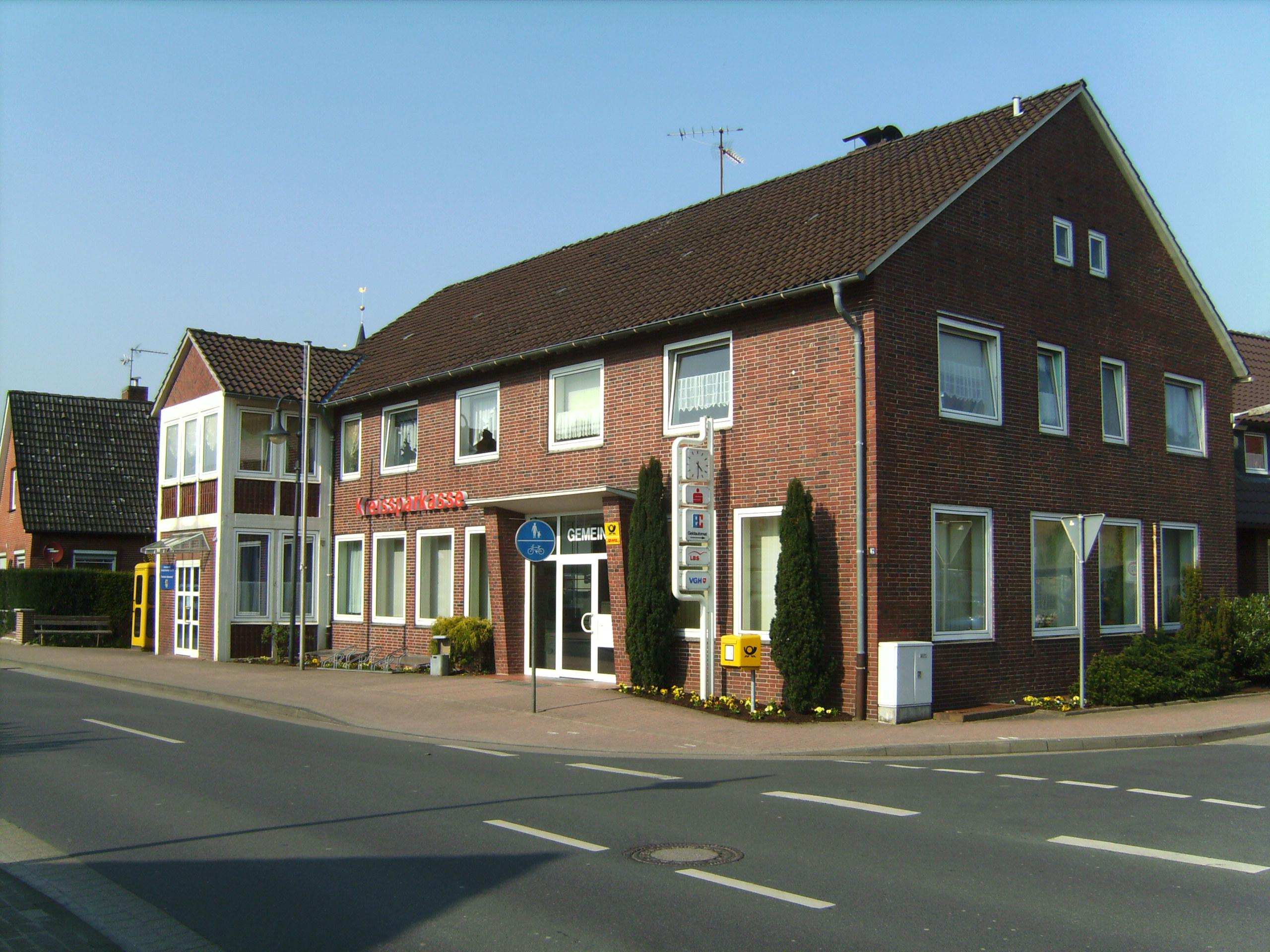
ノイエンキルヒェンの町役場

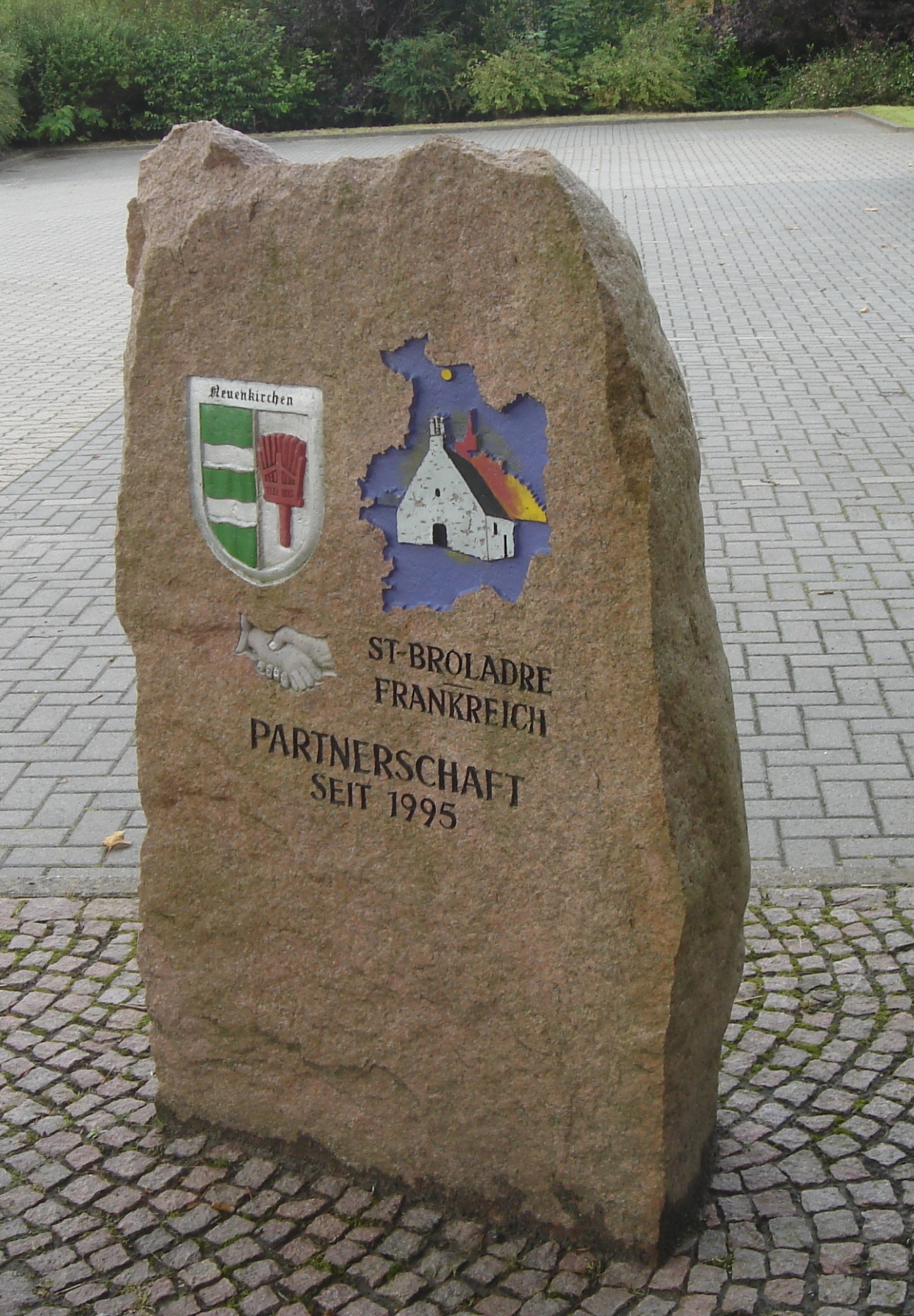
サン＝ブロラドルとの姉妹自治体記念碑

### 議会
ノイエンキルヒェンの町議会は、11人の議員で構成されている。これは人口 1,001人から2,000人のザムトゲマインデに属す町村の議員定数である。議員は5年ごとに住民の選挙で選出される。

### 首長
町議会は、議員のインゴ・ティーチェ（SPD）を任期中の名誉職の市長に選出した。
歴代町長
- ヴィルヘルム・マイヤー＝ブール、1945年8月3日にイギリス軍事政府によって町長に指名された。
- エルンスト＝アウグスト・エックホフ (BGN)
- グスタフ・ディットマー (CDU)
- インゴ・ティーチェ (SPD)

### 紋章
図柄: 左右二分割。向かって左: 緑地に2つの銀色の波帯。向かって右: 銀地に赤い火箒。
解説: 波帯は、町内を流れる2本の川、メデム川とヴィルスター川を表している。火箒は、ドンナーの箒や魔女の箒とも呼ばれ、かつてこの地に住んだ貴族メデム家の紋章である。

### 姉妹自治体
- サン＝ブロラドル（フランス語版、英語版）（フランス、イル＝エ＝ヴィレーヌ県）1995年

5月初め（聖霊降臨節の週）に大きな代表団の相互訪問が行われる: ある年にノイエンキルヒェンの代表団がサン＝ブロラドルへ行けば、翌年はサン＝ブロラドルの代表団がノイエンキルヒェンにやって来るという具合である。

## 文化と見所

### 建築物

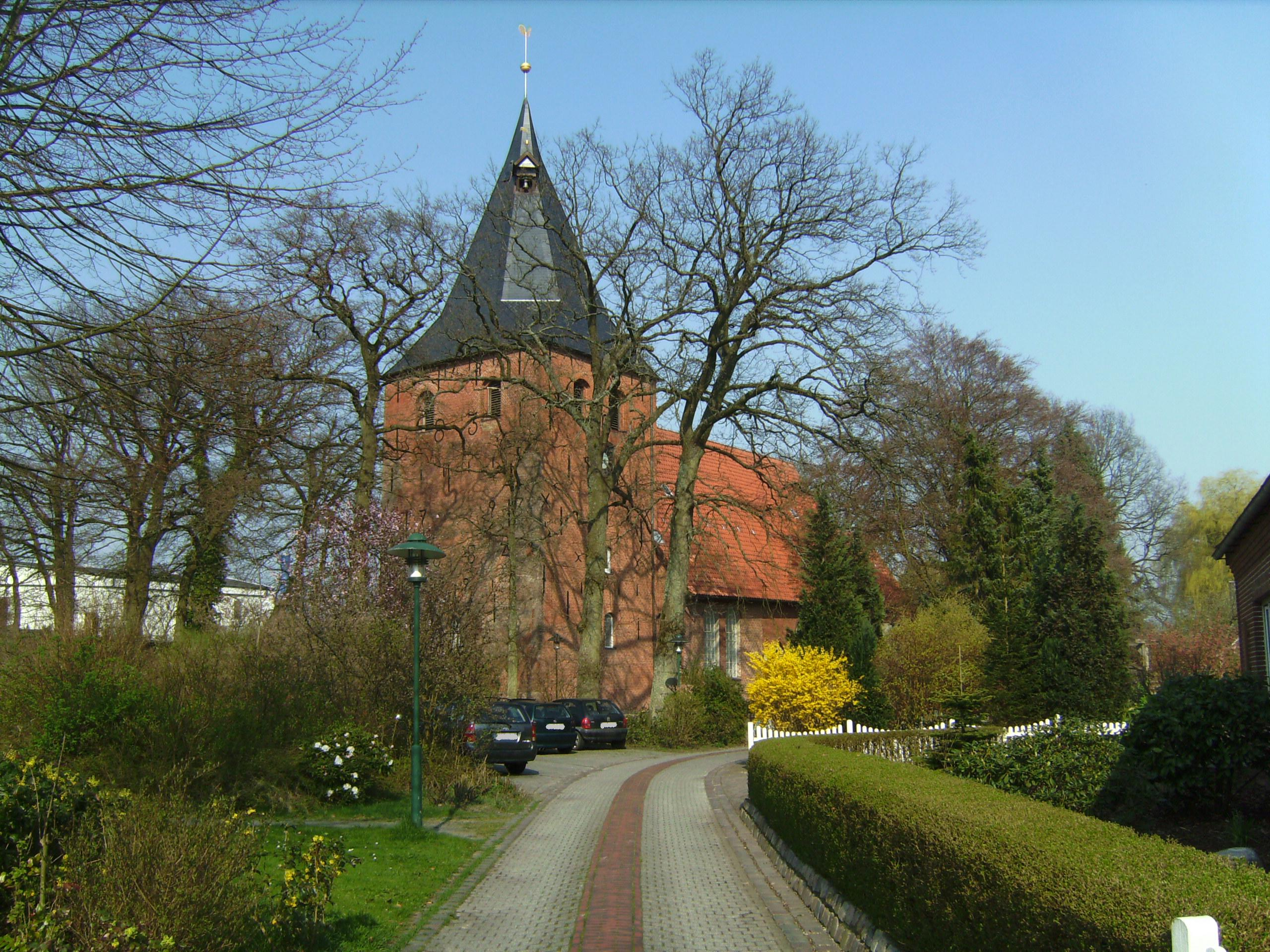
聖マリエン教会

#### 聖マリエン教会
14世紀のレンガ造りの教会に、16世紀初めに内陣が設けられた。教会堂は、18.70 × 9.60 m で高さは 5.90 m である。おおむね半円形のアーチで区切られた内陣は、8.50 × 6.20 m、高さは 4.70 m である。壁の厚さは 1.10 m ある。重量感のある塔は、高さ 35 m で、1990年から1992年に修復がなされた。塔の中には、2つの鐘が備えられている。かつては3つの鐘があったが、もう1つの1670年に鋳造された鐘は第一次世界大戦の際に供出された。現在の大きい方の鐘は直径 1.36 m で、1741年に鋳造された。小さい方は直径 0.54 m で、1475年に鋳造されたものである。
J.F. Weule 社（ボッケネム）の1896年に創られた時計の機械部分は現存しているが、塔の時計は電気で駆動している。16世紀に制作され、1987年に修復された木製の磔刑群像は、1967年から内陣東壁の祭壇の上にある。それ以前は内陣アーチの北側に置かれていた。講壇は17世紀に造られた。壁に組み込まれていた石造の祭壇は、1967年以降木製の祭壇に置き換えられ、その祭壇画は1994/5年から内陣南側に掛けられている。燭台は1630年に創られたものである。
この教会で最も古いものは、教会創建時からの洗礼盤である。洗礼盤の水盤は3つの像で支えられている。その内壁には18枚のレリーフがある。洗礼用のタンクの近くにある切り出された石は教会の近くで見つけられたものである。これはもしかしたら洗礼盤であって、洗礼水とともに外に運び出されていたのかもしれない。天井には1618年製の農民の紋章が描かれているが、名前は鏡文字で書かれている。
教会内には小さなバロックオルガンもある。これは1660年から1661年にオルガン職人クリストフ・ドナートがライプツィヒで製作したもので、水路によってノイエンキルヒェンに運ばれ、1662年に設置された。このオルガンは、18のストップ、2つの手鍵盤とペダル鍵盤を有する。1738年にディートリヒ・クリストフ・グロガーがストップの構成を変更し、1835年にヨハン・ゲオルク・ヴィルヘルム・ヴィルヘルミーが現在の姿を創り上げた。最新の修復は、2012年にアールヴァイラーのローヴァン・ヴェストによって行われた。このオルガンの活き活きとした多彩な音色は、鞴による送風機構と不均一に整えられた（平均律によらない）調律によってもたらされる。

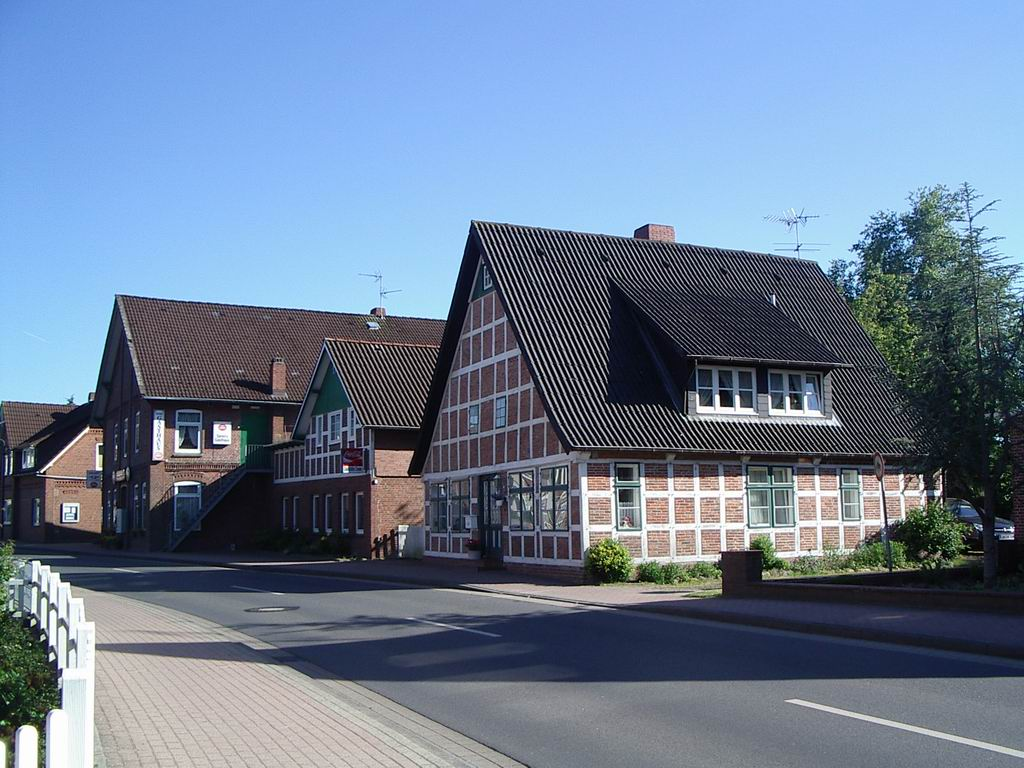
ノイエンキルヒェンの町並み。手前の建物が文化財に指定されているドルフ通り38番地の建物

### その他の建築文化財
- ドルフ通り 38番地と 48番地に、典型的な建築様式が見られる。19世紀になるまで他の建物も多くがこの様式によっていた。
- ドルフ通り 69番地に、19世紀初めに建設され、その後改築された葦葺きのレンガ建築がある。
- カットフーゼン 20番地のかつてパン焼き小屋は、19世紀後半から保存されている。
- ペディングヴォールトの、アウスヴェッテルン川がメデム川に注ぐ河口近くに架かる1875年に建設されたレンガ作りのアーチ橋は、技術文化財となっている。

### スポーツ
1922年に組織された TSV ノイエンキルヒェンは、様々なスポーツ種目を提供している。
ノイエンキルヒェン射撃協会 N.E. e.V. 1950 の設立以前から既に射撃祭は開催されていた。このクラブのスポーツ部門は1967年に設けられた。会員のうち数人はニーダーザクセン選手権やドイツ選手権に出場する。このクラブには 177人の会員がいる（2008年現在）。（2000年には236人であった。

### クラブ、団体
- ドイツ赤十字社 (DRK) 1945年から
- 幼稚園
- 労働者福祉会 地域グループ
- 消防団

### 年中行事
- フォイアーヴェールバル（直訳: 消防団の舞踏会）2月の第1土曜日
- マイバウムアウフシュテレン（直訳: メイポールを立てる）4月30日
- 射撃祭、7月
- 子供祭、8月/9月、地元のクラブ、教会、宿泊業者、有志が組織する
- 子供ハイキング、夏休み期間の週末、ファミリー・レジャーパーク（たとえば、ヴィングストのスポーツ・遊戯公園やフェルデンのマジック・パークなど）で開催される
- クリスマスマーケット[26]

### 音楽
1902年に当時のカントルによって混声合唱団が組織された。このクラブは1932年まで存続した。この合唱団は1980年代に再び新たに組織された。教会の枠組み内で教会合唱団が活動している。教会のオルガンは、その特別な音色のため、オルガンコンサートに適している。

## 経済と社会資本
この町は、現在も農業の町である。伝統的に大規模だが少数の農場が運営されている。観光業は根付いていない。

### 地元企業
この町最大の雇用主はディンター社、現在のデーラー・ノイエンキルヒェン GmbH で、ノイエンキルヒェンで従業員約 170人を擁する。生産しているのは、ジュース、ショルレ（炭酸飲料）、フルーツ飲料のための濃縮液や香料で、世界中の飲料メーカーに供給している。2001年からディンター社はダルムシュタットに本部を置くデーラー・グループ傘下となった。
アルベルト・コルツ・食肉販売はノイエンキルヒェンに解体作業を行う拠点を置いている。1990年代にコルツ社はブレーマーハーフェンの屠畜場を吸収し、EG 屠畜・解体場として引き続き運営している。

### 教育
ノイエンキルヒェンには、1931年に新設された基礎課程学校ヒンリヒ＝ヴィルヘルム＝コプフ＝シューレがある。生徒数の減少によりノイエンキルヒェンとノルトレーダの学校は、2009年に学校群を形成した。1年生と2年生はノルトレーダで、3年生と4年生はノイエンキルヒェンで授業を受ける。

## 人物

### 出身者
- ヒンリヒ・ヴィルヘルム・コプフ（ドイツ語版、英語版）（1893年 - 1961年）ハノーファー州（ドイツ語版、英語版）初代首相、ニーダーザクセン州初代首相

## 関連文献
- Doris Böker (1997). Landkreis Cuxhaven. Denkmaltopographie Bundesrepublik Deutschland. Baudenkmale in Niedersachsen. 19. Hameln: C. W. Niemeyer Verlag. pp. 250–252. ISBN 978-3-8271-8259-3
- Ernst-August Eckhoff (1996-10-05). “Die Zusammenarbeit mit den Vereinen und Organisationen in Neuenkirchen”. In DRK-Ortsverein Neuenkirchen Land Hadeln. Festschrift – 50 Jahre DRK-Ortsverein Neuenkirchen Land Hadeln. Neuenkirchen
- Neuenkirchener Vereine, ed (1997). “Gemischter Chor Neuenkirchen”. „WIR“. Das Vereinsgeschehen in Neuenkirchen Land Hadeln. Gestern, heute und morgen.
- Hermann Rodegerdts; Ludwig Badenius (2002). Die Flurnamen des Hadler Kirchspiels Neuenkirchen. flurnamenkundlichen Reihe des Heimatbundes der Männer vom Morgenstern. 1. Bremerhaven. ISBN 978-3-931771-60-7
- Die St. Marienkirche zu Neuenkirchen / Land Hadeln
- Ernst-August Eckhoff (2000). “Die Sportabteilung des SV Neuenkirchen”. In SV Neuenkirchen N. E. e. V.. Festschrift – 50 Jahre SV Neuenkirchen N. E. e. V.. Neuenkirchen
- Heinrich Teut (1959). Hadeler Wörterbuch. Der plattdeutsche Wortschatz des Landes Hadeln (Niederelbe). 1–4. Neumünster: Karl Wachholtz Verlag
- Neuenkirchener Vereine, ed (1997). “TSV Neuenkirchen”. „WIR“. Das Vereinsgeschehen in Neuenkirchen Land Hadeln. Gestern, heute und morgen

これらの文献は、翻訳元であるドイツ語版の参考文献として挙げられていたものであり、日本語版作成に際し直接参照してはおりません。